# Robby Collum
Robby Stephen Collum (Racine, 30 de novembro de 1980), também conhecido como Collum, é um basquetebolista norte-americano que joga atualmente pelo Vasco da Gama.
Na temporada 2013-2014 Collum retornou ao Uruguai para defender novamente o Defensor Sporting.
Em 2014 Collum voltou a jogar no Brasil e novamente em Minas Gerais porem defendendo o rival de Uberlândia o Minas Tênis Clube.